# 근친애
근친애(近親愛)는 가까운 혈육 간의 애정을 지칭하는 용어이다.

## 개요
흔히 근친상간과 동일시되는 경우가 많지만 그것과 정확히 일치하는 것은 아니다. 예를 들면, 소아성애와 아동 성학대가 동일하지 않은 것처럼, 감정적인 요소와 실제의 행동은 별개이기에, 두 단어의 의미는 서로 구분되어야 한다.
근친애는 일종의 판타지로서의 요소가 있고, 이것에 대해서는 여러 가지 의논이 있다. 지그문트 프로이트는 근친애 감정이 억압된 것이, 자아의 성장을 촉진한다고 주장했다. 오토 로젠필드는 오이디푸스의 전설에 동성애의 테마가 누차 등장하는 것을 지적하여, 동성애에 대한 터부가 근친애에 대한 터부로 변한 것을 지적한다.
근친상간에는 해로움이 없다는 주장도 있다. 특히 알프레드 찰스 킨제이의 시대에 일어난 성혁명(性革命)을 지지하는 입장이 그렇다. 이러한 사람들의 경우, 근친상간은 어린이의 성 해방이라고 주장하였다. 킨제이 보고서에 의하면, 4441명의 조사대상 여성 중 24%가 어린 시절에 성적 학대를 받았었고, 근친자에 의한 성적 학대는 5.5%, 부친 혹은 의붓아버지에 의한 학대는 1.0%에 달했다고 조사되었다. 심지어 이 보고는 실상보다 축소된 것으로, 실제로 어린 시절 성인으로부터 성적인 접근을 받았던 경우는 8할 이상이었는데, 대상 연령을 하향조정하여 발생율을 의도적으로 낮춘 것이다. 무엇보다도, 킨제이 보고는 무작위 조사가 아니었고, 표본 선정에 상당한 치우침이 있었기에 실제 발생율이 훨씬 높았던 것은 사실이지만, 이는 킨제이 본인마저도 놀랄 정도로 믿기 힘든 조사 결과여서, 주위를 납득시킬 목적이었다고 한다.
미국에서는 킨제이의 동료인 워델 프로메이가 1976년에 '포럼'지에 근친상간 터부를 재인식할 필요를 역설했다. 1977년에는 '펜트하우스'지에 사회학자 필립 노벨에 의한 인터뷰가 게재되었다. 문제는, 어린이의 성 해방이라는 것이었다. 1978년에는 에드워드 헤버에 의한 의논이 '허슬러(Hustler)'지에 실렸다. 헤버는 근친상간을 제재하는 법률의 철폐를 주장했다. 하지만 주디스 허먼(Judith Herman)은 이러한 움직임을 반대했다. 왜냐하면, 현실에서 근친상간이 있는 경우 후유증이 남는 경우가 많았기 때문이다.

## 같이 보기
- 근친상간